# A Distant Mirror
A Distant Mirror: The Calamitous 14th Century é um livro de história narrativa da historiadora americana Barbara Tuchman, publicado pela primeira vez por Alfred A. Knopf em 1978.
Ganhou o Prêmio Nacional do Livro dos Estados Unidos de 1980 em História.
O título, A Distant Mirror, transmite a ideia da autora de que a morte e o sofrimento do século XIV refletem a do século XX, especialmente os horrores da Primeira Guerra Mundial.

## Sumário
O foco do livro é a crise da Idade Média tardia sofrida pela Europa no século XIV. Baseando-se fortemente nas Crônicas de Froissart, Tuchman reconta a Guerra dos Cem Anos, a peste negra, o Cisma Papal, pilhagens de mercenários, antissemitismo, revoltas populares incluindo a Jacquerie na França, a libertação da Suíça, a Batalha das Esporas Douradas e revoltas camponesas. Também discute o avanço do Império Otomano Islâmico na Europa, terminando na desastrosa Batalha de Nicópolis. No entanto, o escopo de Tuchman não se limita a eventos políticos e religiosos. Ela começa com uma discussão sobre a Pequena Idade do Gelo, uma mudança no clima que reduziu a temperatura média da Europa até o século XVIII, e descreve as vidas de todas as classes sociais, desde nobres e clérigos até os camponeses.
Grande parte da narrativa é tecida em torno da vida do nobre francês Enguerrando VII de Coucy. Tuchman escolheu-o como uma figura central, em parte porque ele viveu uma vida relativamente longa e, portanto, poderia permanecer na história durante a maior parte do século XIV. (Coucy nasceu em 1340, sete anos antes do início da peste negra no sul da Itália. Ele morreu em 1397.) Também esteve próximo de grande parte da ação, ligado à França e à Inglaterra. (era um nobre francês, mas casou-se com Isabel, a filha mais velha de Eduardo III de Inglaterra.)

## Recepção critica
A Distant Mirror recebeu aclamação popular. Um revisor na revista de história mensal History Today descreveu-o como um trabalho cativante cheio de "retratos vívidos de caneta". Ao The Spectator, David Benson o descreveu como "um livro emocionante e até estimulante", que acabou com muitos mitos sentimentais sobre a Idade Média. Também recebeu uma crítica favorável no Los Angeles Times, embora no Saturday Review, Ted Morgan o tenha descrito como um "fracasso nobre."
No entanto, a reação acadêmica foi mais muda. Na revista Speculum, Charles T. Wood elogiou as habilidades narrativas de Tuchman, mas descreveu o livro como "um trabalho curiosamente datado e antiquado" e criticou-o por ter sido moldado pelas preocupações políticas dos Estados Unidos no final dos anos 60 e início dos anos 70. Bernard Bachrach criticou a confiança da autora em fontes secundárias e traduções datadas de narrativas medievais em detrimento da pesquisa de arquivos, e caracterizou o livro ao todo como uma versão legível do Fuzz n' Wuz (policiais e cadáveres) do século XIV que domina o noticiário da noite na televisão. Thomas Ohlgren concordou com muitas das críticas de Bachrach e discordou ainda mais de muitos anacronismos percebidos na caracterização de Tuchman do mundo medieval e da falta de rigor acadêmico. William H. McNeill, escrevendo ao Chicago Tribune, sentiu que A Distant Mirror, embora bem escrito em nível técnico, não apresentava uma imagem inteligível do período.

## Publicações
- A Distant Mirror: The Calamitous 14th Century
  - Editora: Ballantine Books; edição de reeditada (12 de julho de 1987) ISBN 0-345-34957-1 (ou a versão em brochura: ISBN 978-0-345-34957-6)
  - Editora: Alfred A. Knopf; edição de reeditada (agosto de 1978) ISBN 0-394-40026-7 (ou a versão em brochura: ISBN 978-0-394-40026-6)